# Chrysops striatulus
Chrysops striatulus är en tvåvingeart som beskrevs av Pechuman 1943. Chrysops striatulus ingår i släktet Chrysops och familjen bromsar. Inga underarter finns listade i Catalogue of Life.